# Neil Cavuto

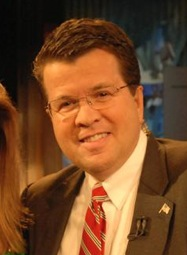
Neil Cavuto (2007)

Neil Patrick Cavuto (* 22. September 1958 in Westbury, New York) ist ein US-amerikanischer Fernsehmoderator und -kommentator. Er wurde vor allem bekannt als Gastgeber der Sendungen Your World with Neil Cavuto und Cavuto on Business im Programm des konservativen Nachrichtensenders Fox News.

## Leben und Arbeit
Cavuto, der väterlicherseits italienischer und mütterlicherseits irischer Abstammung ist, wuchs in Danbury, Connecticut, auf, wo er auch die Immaculate High School besuchte. In den 1970er Jahren war Cavuto Mitarbeiter im Stab des Weißen Hauses während der Carter-Regierung. Er erwarb einen Abschluss an der St. Bonaventure University und einen Master an der American University. Anschließend wurde er Wirtschaftsjournalist. Er arbeitete 15 Jahre lang beim Public Broadcasting Service.
Größere Bekanntheit erlangte Cavuto als Moderator der Sendung Power Lunch auf CNBC. 1996 wurde er von dem damals neugegründeten konservativ ausgerichteten Nachrichtensender Fox News angeheuert. Bei Fox übernahm er Aufgaben als Redakteur für Wirtschaftsnachrichten und als Moderator der Sendung Your World with Neil Cavuto, die bis heute werktäglich um 16 Uhr Ostküstenzeit ausgestrahlt wird. Die Sendung bietet eine Zusammenstellung von aktuellen wirtschaftlichen Nachrichten, die Cavuto in Monologen kommentiert und analysiert. Hinzu kommen Gespräche mit Korrespondenten des Senders, Kommentatoren und Gästen, darunter zahlreiche Persönlichkeiten aus Politik und Wirtschaft. Einige Jahre lang steuerte Cavuto außerdem Beiträge für den Radioableger von Fox News bei. Seit dem März 2006 nimmt Cavuto zudem das Amt des Vizepräsidenten für Wirtschaftsnachrichten bei dem Spartensender Fox Business ein. Darüber hinaus hat er bislang zwei Bücher vorgelegt, die sich mit Wirtschaftsfragen befassen.
Cavuto lebt mit seiner Frau Mary Fulling, mit der er seit dem 15. Oktober 1983 verheiratet ist, und seinen drei Kindern Tara, Bradley und Jeremy in Mendham, New Jersey.

## Schriften
- More Than Money. True Stories of People Who Learned Life's Ultimate Lesson, ISBN 0-06-009643-8.
- Your Money or Your Life ISBN 0-06-082617-7